# Liste des députés européens de Grèce de la 1re législature
Lors de l'élection européenne partielle de 1981, 24 députés européens sont élus en Grèce. Leur mandat débute le 2 novembre 1981 et se termine le 23 juillet 1984.

## Députés provisoires
Entre l'adhésion de la Grèce aux Communautés européennes le 1er janvier 1981 et l'élection européenne partielle qui a lieu le 18 octobre, les députés européens de Grèce sont désignés par le Parlement.
- Les socialistes du Mouvement socialiste panhellénique envoient sept députés.
- Les communistes du Parti communiste de Grèce envoient un député.
- Les conservateurs de Nouvelle Démocratie envoient 14 députés.
- Le Parti du socialisme démocratique (el) et l'Union du centre démocratique (en) envoient deux députés.

| Nom                                                                                            | Parti  | Groupe |
| ---------------------------------------------------------------------------------------------- | ------ | ------ |
| Yánnis Koutsochéras                                                                            | PASOK  | SOC    |
| Asimákis Fotílas                                                                               | PASOK  | SOC    |
| Antonios Georgiadis                                                                            | PASOK  | SOC    |
| Ioannis Haralampopoulos                                                                        | PASOK  | SOC    |
| Konstantinos Nikolaou                                                                          | PASOK  | SOC    |
| Anastassios Peponis                                                                            | PASOK  | SOC    |
| Spyrídon Plaskovítis                                                                           | PASOK  | SOC    |
| Konstantinos Loules jusqu'au 8 février 1981 remplacé le 9 février 1981 par Konstantinos Kappos | KKE    | COM    |
| Leonidas Bournias                                                                              | ND     | NI     |
| Georgios Dalakouras                                                                            | ND     | NI     |
| Ioannis Dimopoulos                                                                             | ND     | NI     |
| Dimitrios Frangos                                                                              | ND     | NI     |
| Konstantinos Gontikas                                                                          | ND     | NI     |
| Ioannis Katsafados                                                                             | ND     | NI     |
| Spyridon Markozanis                                                                            | ND     | NI     |
| Efstratios Papaefstratiou                                                                      | ND     | NI     |
| Evanghelos Soussouroyannis                                                                     | ND     | NI     |
| Mihail Vardakas                                                                                | ND     | NI     |
| Thermistokles Visas                                                                            | ND     | NI     |
| Dimitrios Vlahopoulos                                                                          | ND     | NI     |
| Georgios Voyadzis                                                                              | ND     | NI     |
| Ioannis Pesmazoglou                                                                            | KODISO | NI     |
| Ioánnis Zígdis                                                                                 | EDIK   | NI     |

## Députés élus
Lors de l'élection européenne partielle du 18 octobre 1981, 21 députés européens sont élus en Grèce.
- Les socialistes du Mouvement socialiste panhellénique obtiennent 10 sièges.
- Les conservateurs de Nouvelle Démocratie obtiennent huit sièges.
- Les communistes du Parti communiste de Grèce obtiennent quatre sièges.
- Le Parti progressiste (el) et le Parti du socialisme démocratique obtiennent deux députés.

5 d'entre eux quittent leurs fonctions avant la fin de leur mandat et sont remplacés par leurs suppléants, ce qui porte à 27 le total des personnes ayant occupé ce poste.
| Nom | Parti     | Groupe |
| --- | --------- | ------ |
| Dimitrios Adamou | KKE       | COM    |
| Alexandros Alavanos | KKE       | COM    |
| Vasílios Evfremídis | KKE       | COM    |
| Leonídas Kýrkos | KKE esot. | COM    |
| Leonidas Bournias | ND        | PPE    |
| Achillefs Gerokostopoulos | ND        | PPE    |
| Konstantinos Gontikas | ND        | PPE    |
| Konstantinos Kallias (en) | ND        | PPE    |
| Konstantinos Kaloyannis | ND        | PPE    |
| Filotas Kazazis | ND        | PPE    |
| Mihaïl Protopapadakis (el) | ND        | PPE    |
| Efstratios Papaefstratiou | ND        | PPE    |
| Antonios Georgiadis jusqu'au 5 juillet 1982 remplacé le 6 juillet 1982 par Ioannis Ziagas                                                                                          | PASOK     | SOC    |
| Dimitrios Koulourianos jusqu'au 9 novembre 1981 remplacé le 24 novembre 1981 par Emmanouil Poniridis jusqu'au 3 juin 1983 remplacé le 9 juin 1983 par Aristidis Ouzounidis         | PASOK     | SOC    |
| Leonídas Lagákos | PASOK     | SOC    |
| Christos Markopoulos | PASOK     | SOC    |
| Konstantinos Nikolaou | PASOK     | SOC    |
| Kalliópi Nikoláou | PASOK     | SOC    |
| Spyrídon Plaskovítis | PASOK     | SOC    |
| Konstantína Pantazí | PASOK     | SOC    |
| Ioannis Papantoniou | PASOK     | SOC    |
| Nikólaos Vgenópoulos | PASOK     | SOC    |
| Ioannis Pesmazoglou | KODISO    | NI     |
| Apóstolos Papageorgíou décédé le 9 septembre 1982 remplacé le 17 septembre 1982 par Ilías Glykofrýdis jusqu'au 20 octobre 1982 remplacé le 16 novembre 1982 par Geórgios Alexiádis | KP        | NI     |

## Source
- Les députés de la première législature, site du Parlement européen.